# Politique aux Îles Cook

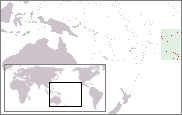
Localisation des Îles Cook

Les Îles Cook sont une monarchie parlementaire dont les institutions sont basées sur le modèle de Westminster.
Le pays est un territoire autonome mais officiellement non-souverain, en libre association avec la Nouvelle-Zélande.

## Chef de l'État
Le chef de l'État est le monarque de Nouvelle-Zélande (actuellement Charles III). Les fonctions du monarque, qui sont d'ordre symbolique, sont exercées par le représentant du roi (King's Representative), dont la résidence officielle est située à Titikaveka sur l'île de Rarotonga. La fonction est tenue par Sir Tom Marsters depuis juillet 2013.

## Exécutif
Le pouvoir exécutif est aux mains du Cabinet Ministériel qui outre le Premier Ministre se compose de ministres dont le nombre ne peut être inférieur à 6 ni supérieur à 8.
- Le Premier Ministre est nommé par le Représentant de la Reine, après avoir obtenu la confiance du Parlement. Seul un membre élu du Parlement peut occuper cette fonction.
- Les Ministres sont nommés par le Représentant de la Reine sur proposition du Premier Ministre.

## Législatif

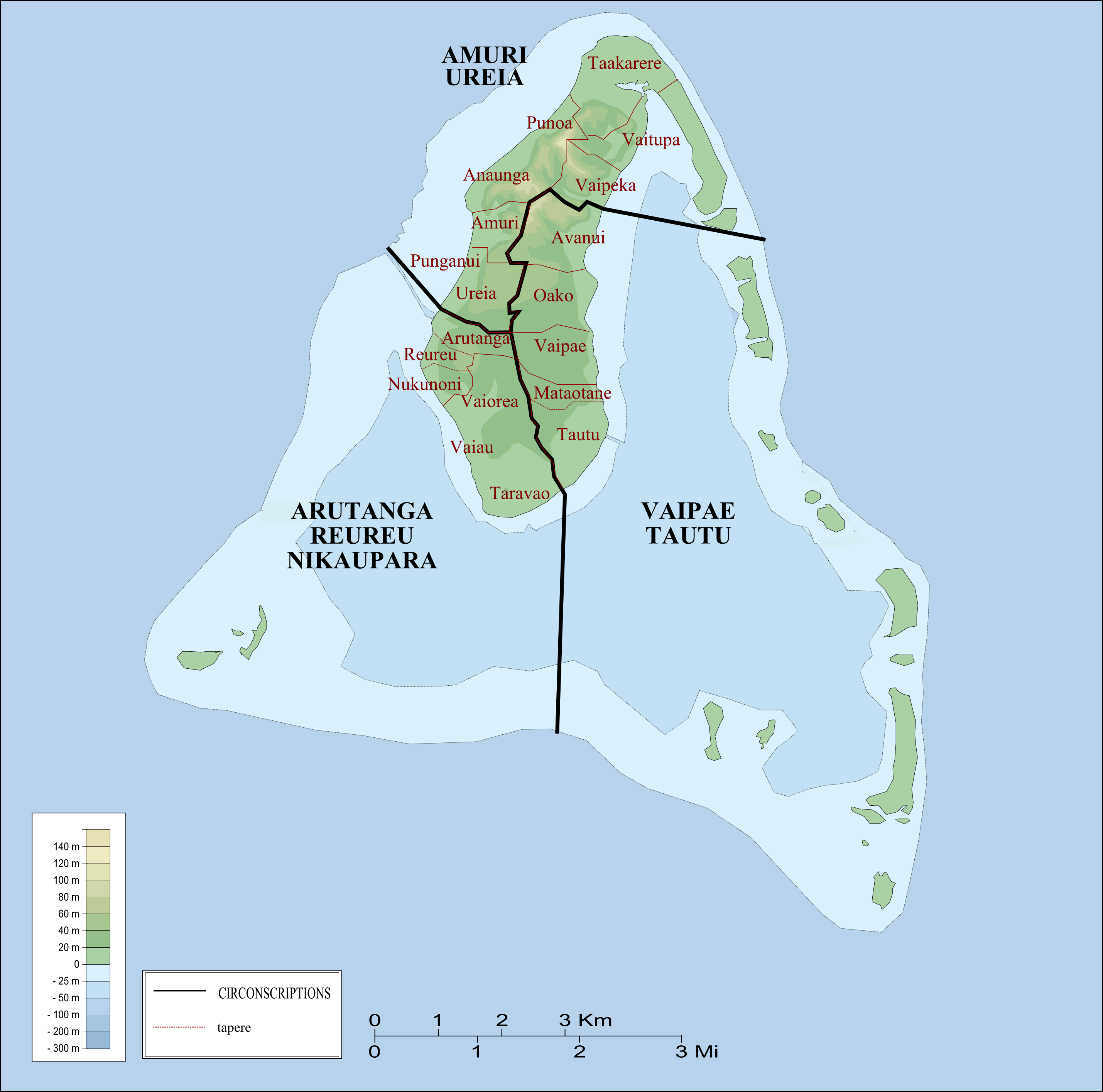
Circonscriptions électorales d'Aitutaki

Le pouvoir législatif est détenu par le Parlement des îles Cook. Il se compose de 24 membres élus au suffrage universel lors d'un scrutin uninominal à un tour, pour une durée de quatre ans. Les circonscriptions électorales se découpent ainsi : 
- 3 sièges pour les îles d'Aitutaki, Manuae et Te-Au-o-Tu ;
- 2 sièges pour Atiu ;
- 3 sièges pour Mangaia ;
- 1 siège pour Manihiki ;
- 1 siège pour Mauke ;
- 1 siège pour Mitiaro ;
- 1 siège pour Penrhyn ;
- 1 siège pour les îles de Pukapuka et Nassau ;
- 1 siège pour Rakahanga ;
- 10 sièges pour Rarotonga (l'île de Palmerston est comprise dans la circonscription d'Avatiu-Ruatonga) ;

Le Parlement peut, à la suite d'une motion de censure, renverser le gouvernement.
| Circonscriptions électorales des îles Cook | Circonscriptions électorales des îles Cook                                                                                                  |
| ------------------------------------------ | --- |
| Rarotonga                                  | Tupapa-Maraerenga; Takuvaine-Tutakimoa; Avatiu-Ruatonga-Palmerston; Nikao-Panama; Ruaau; Akaoa; Murienua; Titikaveka; Ngatangiia; Matavera; |
| Aitutaki                                   | Amuri-Ureia; Arutanga-Reureu-Nikaupara; Vaipae-Tautu                                                                                        |
| Mangaia                                    | Oneroa; Ivirua; Tamarua |
| Atiu                                       | Teenui-Mapumai; Tengatangi-Areora-Ngatiarua;                                                                                                |
| Autres îles                                | Mauke; Mitiaro; Rakahanga; Manihiki; Pukapuka-Nassau; Penrhyn.                                                                              |

## Judiciaire
Le pouvoir judiciaire est représenté par la Haute Cour. Celle-ci est composée de trois chambres, la chambre civile, la chambre criminelle, la chambre aux affaires foncières.
Le "Chief Judge" de la Haute Cour est nommé par le Représentant de la Reine sur proposition du Premier Ministre.
Les autres juges sont nommés par le Représentant de la Reine sur proposition du "Chief Judge" de la Haute Cour et du Ministre de la Justice.

## Coutume

### Are ariki(Chambre des Ariki)
Le pouvoir coutumier est représenté par la Chambre des Ariki, créée en 1967 à l'initiative d'Albert Royle Henry. Composé à l'origine de 15 membres, elle a été élargie à la suite de l'amendement constitutionnel de 2002, à 24 membres. Elle se réunit en moyenne une fois par an.
- Les 4 Ariki des îles d'Aitutaki et Manuae ;
- Les 3 Ariki de l'île d'Atiu ;
- 1 Ariki pour l'île de Mangaia ;
- 1 Ariki pour l'îles de Manihiki ;
- 1 Ariki pour l'île de Rakahanga ;
- Les 3 Ariki de l'île de Mauke ;
- Les 3 Ariki de l'île de Mitiaro ;
- 1 Ariki pour l'île de Penrhyn ;
- 1 Ariki pour les îles de Pukapuka et Nassau ;
- Les 3 Ariki de la tribu de Teauotonga (District d'Avarua - Rarotonga), Makea Nui Ariki, Makea Karika Ariki, Makea Vakatini Ariki ;
- Les 2 Ariki de la tribu de Takitumu (Districts de Matavera, Ngatangiia, Titikaveka -Rarotonga), Pa Ariki et Kainuku Ariki ;
- L'Ariki de la tribu de Puaikura (Arorangi, Rarotonga), Tinomana Ariki.

Depuis décembre 2008, le président de la Chambre des Ariki est Tou Travel Ariki (Mitiaro).
Selon la constitution les fonctions du Conseil des Ariki se limitent aux questions d'ordre social et culturel. Si son rôle est essentiellement consultatif, ses membres conservent néanmoins un pouvoir d'influence, y compris sur la vie politique.

### LeKoutu Nui
Fondé en 1972 à l'initiative de Albert Royle Henry afin de créer un contre-pouvoir aux Ariki (dont la majorité apportait un soutien au tout nouveau parti créé par Tom Davis),  cette instance regroupe les mataiapo, rangatira, et Kavana (Mangaia) de l'archipel, titres coutumiers généralement considérés comme inférieurs au Ariki. Ceux-ci sont environ 350 pour l'ensemble de l'archipel. Le koutu Nui peut faire des recommandations au Parlement ou au Premier Ministre sur les questions d'ordre coutumière et traditionnelle. Il se réunit une fois par an.
Il est présidé par Dorice Reid Te Tika Mataiapo (Takitumu).